# Chandauli
Chandauli (Hindi: चंदौली Candaulī [ˈtʃʌn̪ˈd̪ɔːliː]) ist eine Stadt im nordindischen Bundesstaat Uttar Pradesh.
Chandauli liegt im Osten Uttar Pradeshs knapp 30 Kilometer südöstlich der Stadt Varanasi (Benares). Zum Zeitpunkt der Volkszählung 2011 hatte Chandauli 23.020 Einwohner. Die Stadt ist Verwaltungssitz des gleichnamigen Distrikts.
Die Stadt liegt an der Fernstraße Grand Trunk Road, deren Verlauf heute der nationalen Fernstraße NH 2 von Delhi nach Kolkata folgt. Außerdem führt die Eisenbahnstrecke von Varanasi nach Kolkata durch Chandauli.